# Sesamoides minor
Sesamoides minor là một loài thực vật có hoa trong họ Resedaceae. Loài này được (Lange) Kuntze miêu tả khoa học đầu tiên năm 1891.